# Historia Cypru

## Początki Cypru
Według legendy to miejsce narodzin Afrodyty. Z terenu Cypru pochodzą pierwsze w Europie ślady gospodarki neolitycznej. Około roku 8500 p.n.e. teren wyspy skolonizowany został przez osadników z obszaru wybrzeża ekumeny haplogrupy J. Wraz z ludźmi na wyspę dotarły pierwsze zwierzęta hodowlane oraz nasiona roślin uprawnych. Epoka chalkolitu na wyspie trwała od 3800 do 2300 p.n.e., zaś epoka brązu od 1600 do 1050 p.n.e. Cypr prawdopodobnie można utożsamiać z Alasziją, państwem znanym z tekstów egipskich, hetyckich, babilońskich i innych, datowanych na XVIII-XI w. p.n.e. Według nich Alaszija była wielkim eksporterem miedzi. Na wyspie znaleziono liczne ślady przetwórstwa miedzi z tej epoki; rozrzut importów cypryjskich potwierdzają rozległe kontakty Cypru ze wschodnią częścią basenu Morza Śródziemnego, a w późnej epoce brązu nawet z częścią zachodnią. Podczas wykopalisk odkryto pozostałości wielu miast portowych z tego okresu m.in. Enkomi, Palaipafos, Kition, Hala Sultan Tekke. Takie utożsamienie, dotąd jedynie hipotetyczne, zostało potwierdzone w 1997 przez wyniki analiz fizykochemicznych tabliczek glinianych zawierających korespondencję od władcy państwa Alaszija do króla Egiptu, odnalezionych w archiwum pałacowym w Tell el-Amarna.
Lata 1200-1050 p.n.e. to okres perturbacji zapoczątkowany przez najazd tzw. ludów morza i napływ na wyspę imigrantów z Lewantu i Egei. Wówczas Cypr odegrał ważną rolę pośrednika w rozprzestrzenieniu technologii obróbki żelaza w Grecji właściwej. Około 1050 roku na wyspie osiedlili się na stałe Mykeńczycy; zaś wschodnia część wyspy była kolonizowana przez Fenicjan.

## Starożytność
Początek epoki żelaza na Cyprze przypadł na czas rozdrobnienia na miasta-królestwa: Salamis, Kition (kolonia fenicka), Amathos, Pafos, Kurion, Soli, Marion, Thamassos, Idalion, Chytri. Pod koniec VIII w. p.n.e. Cypr pozostawał pod dominacją asyryjską. W VII w. prawdopodobnie był niezależny, ale już na początku VI w. podlegał Egiptowi. W 545 p.n.e. państwo dobrowolnie poddało się Persom i wspierało ich operacje militarne w Egipcie i na Bliskim Wschodzie. Po reorganizacji imperium perskiego przez Dariusza I Cypr znalazł się w piątej satrapii wraz z Fenicją i Syro-Palestyną. Miasta Cypru (z wyjątkiem Amathos) przystąpiły do powstania jońskiego (499-494 p.n.e.) przeciw Persom; dwie ważne bitwy lądowa i morska zostały stoczone pod Salaminą. Przegrana bitwa lądowa przesądziła o klęsce powstania. W latach 480-479 p.n.e. statki cypryjskie prowadziły walki wspólnie z flotą perską przeciw Grekom. W trakcie walk ateńsko-perskich wyspa bardzo ucierpiała, głównie podczas prowadzonej przez Kimona kampanii, która miała wyzwolić Cypr spod panowania perskiego. Po śmierci Kimona doszło w miastach do przewrotów; w ich wyniku władzę objęli przywódcy properscy (z wyjątkiem Salaminy, gdzie rządził progrecki Euagoras). W 331 p.n.e. królestwa cypryjskie opowiedziały się po stronie Aleksandra III Wielkiego podczas oblężenia Tyru. Spadkobiercy Aleksandra III Wielkiego pozbawili władzy niezależne cypryjskie miasta-królestwa, a wyspa przypadła w udziale Ptolemeuszom. W I w. p.n.e. wyspa stanowiła teren przetargowy w rozgrywkach między Ptolemeuszami a Rzymianami. Cypr został włączony do imperium rzymskiego 38 r. p.n.e.
W pierwszej połowie I w. n.e. nastąpił początek chrystianizacji Cypru, związany z działalnością apostołów św. Pawła i św. Barnaby (45-46 r.). W 325 roku liczna delegacja kościoła cypryjskiego wzięła udział w powszechnym Soborze Nicejskim I. W głównych miastach Cypru (Salamina, Pafos, Kurion, Soli) powstały pierwsze bazyliki chrześcijańskie, a na całej wyspie wiele klasztorów. Po podziale Cesarstwa Rzymskiego (396 r. n. e.) Cypr stał się częścią Cesarstwa Wschodniorzymskiego.

## Średniowiecze
Najazd Arabów w 618 zapoczątkował panowanie islamu, który został odrzucony przez ludność Cypru. Po 691 roku islam był ponownie przywracany przez muzułmanów za pomocą ekspedycji morskich w 743, 805 i 912 r. Panowanie bizantyńskie zostało przywrócone w wyniku akcji zbrojnej cesarza Nicefora II Fokasa w latach 963-964. Jako część cesarstwa bizantyńskiego Cypr przetrwał do 1191 roku, kiedy król angielski Ryszard I Lwie Serce opanował wyspę, uwięził jej władcę Izaaka Komnena i sprzedał ją templariuszom. Templariusze natomiast w 1192 odsprzedali ją byłemu królowi Jerozolimy, Gwidonowi de Lusignan.
Za panowania francuskiej dynastii Lusignanów nastąpił rozwój feudalizmu zachodnioeuropejskiego oraz przejściowa romanizacja wyższych warstw społeczeństwa wyspy. Narzucanie ludności Cypru obcych zwyczajów feudalnych oraz całego systemu nowych obciążeń przyczyniło się do buntów (zwłaszcza ludności wiejskiej), które ze wzmożoną siłą wystąpiły w XIV w., m.in. w 1331, 1345, 1373. Po wyparciu w 1291 krzyżowców z Palestyny Cypr był odosobnioną enklawą zachodnioeuropejskich feudałów i kupców we wschodnim basenie Morza Śródziemnego. W drugiej połowie XIII w. na wyspie rozpoczęła się ingerencja włoskich republik kupieckich: Pizy, Genui, Wenecji. W latach 1376–1464 portowe miasto Famagusta znalazło się we władaniu Genueńczyków. Najazd floty egipskiej mameluków, po którym nastąpiły bunty w rejonie Limassol i Pafos, zmusiły władcę Cypru do płacenia trybutu na rzecz sułtanów egipskich.
W marcu 1432 r. do Wiślicy dotarło poselstwo wysłane przez Janusa liczące ponad 200 osób, na czele którego stanął Baldwin de Noris, marszałek Jerozolimy. Poselstwo zostało gorąco przyjęte przez ówczesnego władcę polskiego Władysława Jagiełłę. W imieniu swojego władcy Baldwin de Noris przekazał prośbę skierowaną do Władysława Jagiełły, prosząc o udzielnie pożyczki w wysokości 200 tys. florenów, dzięki której Janus mógłby zaciągnąć wojsko i odzyskać niezależność od mameluków, w zamian oferując władcy polskiemu 2/3 dochodów z Cypru. Aby przypieczętować porozumienie, król Janus prosił, aby jego syn Jan poślubił córkę Jagiełły Jadwigę. Propozycja władcy Cypru została odrzucona przez władcę Polski, ponieważ Jagiełło był zajęty walką z Tatarami i także problemami na Litwie, a poza tym jego córka Jadwiga zmarła w grudniu 1431.
W 1474 Cypr stał się faktycznym protektoratem Wenecji. Wdowa po Jakubie II (1440-1473), matka Jakuba III (zm. 1474), Wenecjanka Katarzyna Cornaro, sprawowała samodzielne rządy jako królowa Cypru do 1489 roku. W niezbyt jasnych okolicznościach sprzedała ona wyspę Wenecjanom, którzy w 1571 zostali z niej wyparci przez Turków osmańskich.

## Panowanie Osmańskie
Cypr stał się jednym z paszałyków imperium osmańskiego i stanowił w latach 1765-1803 udzielne ziemie (tur. hass) naczelnego admirała floty tureckiej, a następnie wielkiego wezyra. W 1785 reaktywowano zarząd głównego dowódcy floty nad wyspą, który miał zawiadywać Cyprem wspólnie z sułtańskim dragomanem, zarządcą podatków i pełnomocnikiem gubernatora w sprawach administracyjnych.
Na przełomie XVIII i XIX w. ucisk finansowy wobec ludności cypryjskiej znacznie się nasilił, co wywołało jej sprzeciw i powstania w 1804 i 1821. Próby reform, związanych także z eksperymentami politycznymi w samym Stambule (1821-1856) okazały się nieskuteczne. Rozwijał się nadal proceder odsprzedawania dzierżaw z podatków publicznych (iltizam), w tym także tych pochodzących z dóbr kościelnych cypryjskiego Kościoła prawosławnego. W walce wyzwoleńczej Grecji zapoczątkowanej w 1821 roku uczestniczyło wielu Cypryjczyków. Powstanie na Cyprze zakończyło się klęską i ścięciem prawosławnych duchownych. Zrodziła się wówczas idea połączenia (enosis) Cypru z Grecją, forsowana zwłaszcza przez cypryjski autokefaliczny Kościół prawosławny. Po przegranej Turków w wojnie rosyjsko-tureckiej (1877-1878) udało się Wielkiej Brytanii, zmierzającej do stworzenia strategicznej bazy we wschodniej części basenu Morza Śródziemnego, narzucić Turkom tzw. konwencję cypryjską (4 czerwca 1878), na której mocy przyznano Brytyjczykom prawo okupacji i administrowania wyspą.

## XX wiek

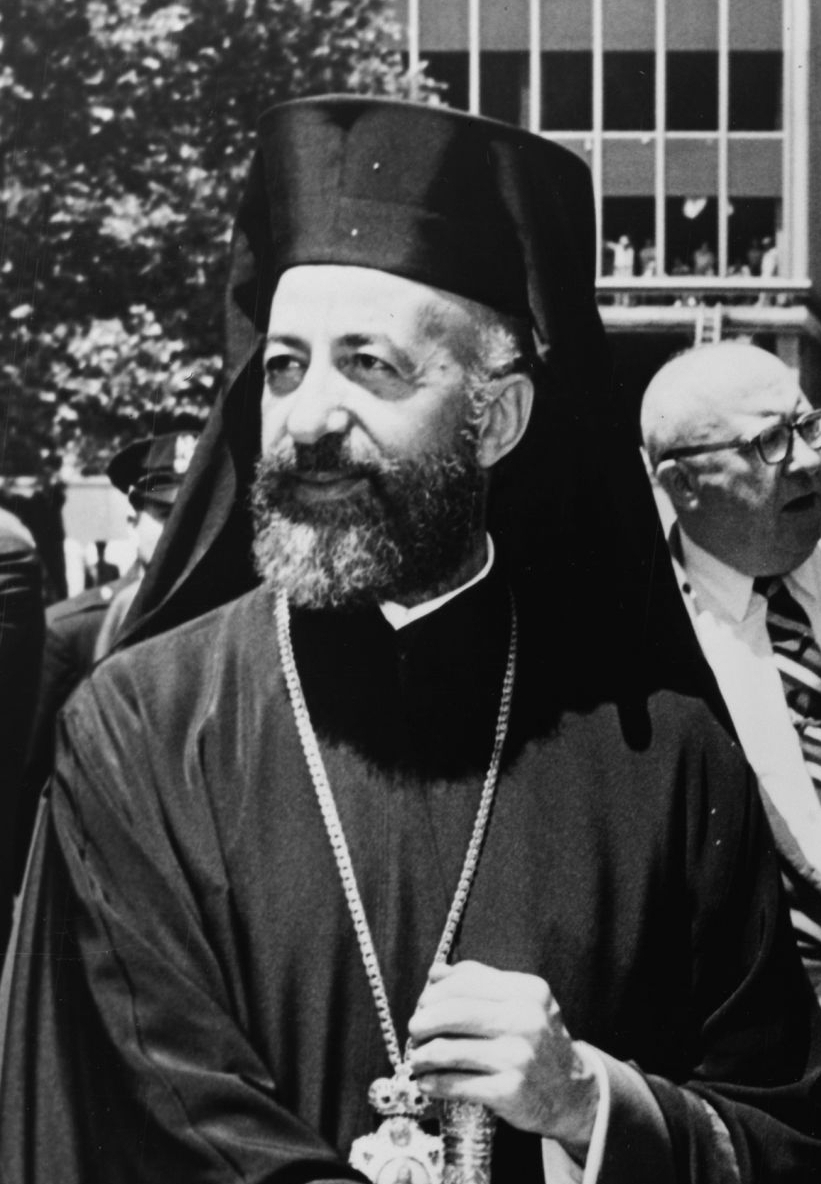
Makarios III

W następstwie przystąpienia Turcji do koalicji z Niemcami 5 listopada 1914 Wielka Brytania dokonała formalnej aneksji Cypru, co zostało oficjalnie uznane w traktacie lozańskim (1923). 1 maja 1925 roku Wielka Brytania ogłosiła Cypr swoją kolonią, ustanawiając na wyspie rządy gubernatora. Panowanie brytyjskie, znajdujące odbicie w samowoli administracji kolonialnej oraz w narzucaniu ludności obcej kultury, doprowadziły w październiku 1931 do wybuchu powstania krwawo stłumionego przez wojska brytyjskie. Patrioci cypryjscy, dążąc do obalenia obcych rządów, propagowali w nowych warunkach ideę połączenia Cypru z Grecją, co znalazło oddźwięk w kołach nacjonalistów greckich głoszących hasła utworzenia Wielkiej Grecji. 15 stycznia 1950 roku z inicjatywy zwierzchnika Kościoła cypryjskiego, arcybpa Makariosa III, odbył się plebiscyt, w którym większość ludności opowiedziała się za zjednoczeniem z Grecją; jednak władze brytyjskie nie uznały wyników plebiscytu. W tej sytuacji cypryjscy Grecy w 1955 powołali Narodową Organizację Cypryjskich Bojowników (EOKA) na czele z generałem Jeorjosem Griwasem. Partyzantka Griwasa, dopuszczająca się aktów terroru na Brytyjczykach, spowodowała wprowadzenie przez administrację kolonialną stanu wyjątkowego (1955-1959). Narodowy ruch Greków cypryjskich, powiązany z ideą enosis, wywołał z kolei protesty i akty terroru tureckiej mniejszości wyspy. Strony konfliktu odwołały się o pomoc do Grecji i Turcji. W następstwie rezolucji ONZ doszło do rokowań z udziałem Wielkiej Brytanii, Grecji i Turcji. W ich wyniku 16 sierpnia 1960 proklamowano niepodległą Republikę Cypryjską. Jej prezydentem został arcybiskup Makarios III, wiceprezydentem zaś Turek cypryjski, Fazil Kucuk. Zgodnie z nową konstytucją władza wykonawcza należała do prezydenta, wiceprezydenta oraz powołanego przez nich rządu liczącego 10 członków (7 narodowości greckiej i 3 tureckiej). Konstytucja przyznawała wiceprezydentowi oraz ministrom prawo weta wobec wszystkich decyzji prezydenta w sprawach polityki zagranicznej, obronności i gospodarki. W tym samym roku Cypr został przyjęty do ONZ, a rok później stał się członkiem brytyjskiej Wspólnoty Narodów.
W 1963 Makarios podjął próbę rewizji pierwszej konstytucji Cypru, faworyzującej Turków i paraliżującej poczynania władzy wykonawczej. Wystąpił z 13-punktowym planem, przewidującym m.in. zniesienie prawa weta dla wiceprezydenta Turka oraz zniesienie zapisu, który uzależniał przyjęcie każdego projektu od odrębnej większości głosów posłów przedstawicieli obu społeczności. Doprowadziło to w grudniu 1963 do wybuchu pierwszej wojny domowej między Grekami a Turkami. 4 marca 1964 Rada Bezpieczeństwa ONZ uchwaliła rezolucję o wysłaniu na Cypr sił pokojowych w celu rozdzielenia zwaśnionych stron. Rok później Turcy cypryjscy wycofali się ze stanowisk w rządzie i parlamencie zagwarantowanych przez konstytucję. 27 kwietnia 1967 wiceprezydent Kucuk i Rauf Denktaş powołali, niezgodnie z ustawą zasadniczą, tymczasową administrację turecką wyspy. Ponawiane pertraktacje pomiędzy stronami konfliktu oraz próby mediacji międzynarodowej nie przyniosły rezultatów, za co Turcy cypryjscy i część opinii światowej winili prezydenta Makariosa. W maju 1974 mniejszość turecka wystąpiła z projektem federacji Cypru jako unii dwóch państw, jednak projekt ten został odrzucony przez Makariosa. 15 lipca 1974 terrorystyczna organizacja EOKA 2 w porozumieniu z juntą ateńską ogłosiła przewrót wojskowy i prezydenturę gen. Nikosa Sampsona. 20 lipca tegoż roku na północy wyspy miał miejsce desant wojsk tureckich. Doszło do dwudniowej wojny pomiędzy wojskami tureckimi a cypryjską Gwardią Narodową. Tymczasowym prezydentem został Glafkos Kliridis, wówczas przewodniczący Zjednoczonego Demokratycznego Frontu Narodowego. 22 lipca 1974 na prośbę Grecji nastąpiło zawieszenie broni, a sprawa cypryjska powróciła na forum międzynarodowych debat. Pod koniec 1974 roku Makarios powrócił na Cypr i ponownie objął urząd prezydenta, sprawując go do śmierci w 1977.
W lutym 1975 Turcy ogłosili powstanie Federalnego Państwa Turków Republiki Cypryjskiej, które uznała tylko Turcja. W 1977 prezydentem został Spiros Kiprianu, przewodniczący Partii Demokratycznej, jednak nie zdołał doprowadzić do przełomu w konflikcie pomiędzy społecznościami wyspy. Parlament Turków cypryjskich 15 listopada 1983 podjął decyzję o proklamowaniu niezależnego państwa o nazwie Republika Turecka Cypru Północnego (RTCP). Mimo intensywnych prób mediacji ze strony organizacji międzynarodowych, podział wyspy na dwa państwa utrwalił się. W części tureckiej, wspieranej przez władze w Ankarze, rozpoczęła się akcja sprowadzania na Cypr nowych grup ludności tureckiej w celu wyraźniej zmiany stosunków demograficznych na wyspie na jej korzyść. W 1988 prezydentem Cypru został Jorgos Wasiliu, kandydat niezależny. W lipcu 1990 podjęto starania o przyjęcie Cypru do EWG, co uzależniono od zakończenia konfliktu grecko-tureckiego. 19 lutego 1993 prezydentem Cypru został Glafkos Kliridis. Jako że był zwolennikiem ścisłej współpracy Cypru z Grecją, ponownie wybrano go na prezydenta 15 lutego 1998. W listopadzie 1998 Komisja Europejska podjęła uchwałę w sprawie negocjacji dotyczących przystąpienia Cypru do Unii Europejskiej. W kwietniu 2003 Cypr podpisał traktat akcesyjny z Unią Europejską. Traktat wszedł w życie 1 maja 2004. 1 stycznia 2008 roku Cypr stał się członkiem strefy euro.